# Karimun
Karimun is een klein eiland van Indonesië dat ten zuidwesten van Singapore en ten oosten van Sumatra ligt.
Samen met de andere Indonesische eilanden Batam en Bintan, die beiden ten oosten ervan liggen, vormt Karimun een speciale economische zone. Bij de plaats Teluk Uma bevindt zich een vliegveld.
In het noorden van het eiland bevindt zich de Gunung Jantan, die 77 meter hoog is, waar zich ook een waterval bevindt.
Men kan Karimun per veerboot bereiken vanuit Singapore. De boot vertrekt vanuit het Harbour Front Centre en komt op Karimun aan in Tanjung Balai Karimon, dat op de zuidpunt van het eiland ligt. Verder zijn er ook veerverbindingen met de andere eilanden.
Karimun moet niet worden verward met Karimun Jawa, een eilandengroep in de Javazee.

## Natuurlijke hulpbronnen
Het voornaamste exportproduct van het eiland is graniet, dat een van de beste granietsoorten in de wereld is. Ook zand wordt al lang naar Singapore geëxporteerd, omdat dat het grondgebied wil uitbreiden. Doordat Indonesië bezorgd is over projecten waarbij Singapore grondgebied uitbreidt, heeft het land deze export van zand echter beperkt.
Aan het begin van 2007 heeft Indonesië de export van zand zelfs stopgezet. In Singapore, dat de grootste afnemer van dit zand was, ondervonden veel geplande bouwprojecten hier schade door.